# Lenauheim
Lenauheim (in ungherese Csatád, in tedesco Lenauheim, Schadat o Schaddat) è un comune della Romania di 5796 abitanti, ubicato nel distretto di Timiș, nella regione storica del Banato. 
Il comune è formato dall'unione di 3 villaggi: Bulgăruș, Grabaț, Lenauheim.
Fondato nel 1767 da una colonia tedesca composta da cosiddetti Svevi del Banato, il comune ha mantenuto fino al 1927 come nome ufficiale il toponimo ungherese Csatád; in quell'anno la denominazione venne cambiata in quella attuale in onore del poeta Nikolaus Lenau (1802-1850), che vi era nato.